# کوت مؤمن
کوت مؤمن (به انگلیسی: Kot Momin) یک شهر در پاکستان است که در ناحیه سرگودها واقع شده‌است.